# Obléhání Valpova
Obléhání Valpova probíhalo ve Valpovu, dnes části Chorvatska, od května do června roku 1543. Bylo součástí osmansko-habsburské války v letech 1540–1547, stejně jako stoleté chorvatsko-osmanské války. Obléhání skončilo osmanským vítězstvím.

## Pozadí

### Pevnost ve Valpovu
Pevnost poblíž Valpova (maďarsky: Valpó, německy: Walpach, turecky: Valpo) se nachází na rozlehlé rovině u řeky Karašice, asi 80 km severovýchodně od Požegy a přibližně 27 km severozápadně od Osijeku. Jednalo se o malý vodní hrad chráněný hradbami a věžemi, avšak jeho obrana byla zastaralá a schopná odolat jen menšímu útoku. Malá posádka byla pod velením Mihályho Árkyho (známého také jako Mihály Vas a Michael Archius), velmi zkušeného vojáka a veterána mnoha tažení, který zásobil město potravinami a silnou posádkou, schopnou útočníkům dlouho vzdorovat. Valpovo vlastnil Imre Perényi, jehož syn Péter Perényi byl jedním z nejvýznamnějších uherských aristokratů a posledním pánem Valpova.

### Vojenská situace
V reakci na provokace krále Ferdinanda v Uhrách, zejména jeho obléhání Pešti (26. září – 9. října 1542), a z obav o ztrátu Budína se sultán Sulejman rozhodl vést v roce 1543 tažení do Uher, aby rozšířil Budínský ejálet a tím posílil obranu Budína. Zimu strávil v Edirne, asi 250 km severozápadně od Istanbulu, kde plánoval nadcházející tažení. Krátce před příchodem jara vyslal Sulejman rozkaz Ulama Beğovi, od roku 1541 sandžakbegu bosenskému, aby obsadil území mezi Dunajem a Drávou před jeho příjezdem. Kasım Beğ, sandžakbeg moháčský, dostal příkaz připojit se k Ulama Beğovi a podniknout nájezdy směrem k Vídni a Budínu, aby zjistil stav křesťanských armád.
Do 16. dubna dobyli Murad Beğ a Ulama Beğ města Voćin, Stupčanica, Bijela Stijena, Dobra Kuća, Bijela a Sirač. Na jaře Ulama Beğova armáda překročila Drávu, vpadla do Mezimuří, podnikala nájezdy a zaútočila na Kanizsu, kterou vlastnil Tamás Nádasdy. Ta však byla dobře bráněna Mikulášem IV. Zrinským, bánem chorvatským, který podnikl výpad z pevnosti a zaútočil na Ulama Beğův tábor, čímž donutil Osmany k ústupu.

Na jaře poslal sultán Sulejman rozkaz Muratu Beju Tardićovi, sandžakbegovi požegskému:
„Ty, jenž jsi můj služebník, Murat Bej, a emír sandžaku Požega! Jakmile obdržíš mé nejvyšší nařízení, přátelsky požádej káfíry z hradu zvaného Valpovo, aby se vzdali, uděl milost nevěřícím se špatnou morálkou v něm a zajisti, aby vše proběhlo dle jejich přání. Pokud ti zlovolní přijmou tvou nejvyšší milost a nabídnou hrad, okamžitě jej převezmi a až do mého příchodu se starej o jeho správu a ochranu, jak bude třeba. Pokud se však postaví na odpor a nevzdají se: pak bez prodlení, ani hodinu či minutu neváhej, zaútoč na hrad a ostřeluj ho, dokud nedorazím.“

## Obléhání Valpova
Na počátku května dorazil Murat Bej, podle rozkazu osmanského sultána Sulejmana, k Valpovu a pod vlajkou příměří si vyžádal kastelána a nabídl posádce možnost vzdát se za štědrých podmínek. Mihály Árky odpověděl:
„Hej, Murate Beji! Věz, že ti hrad nevydám, neunavuj svůj jazyk marnými řečmi, ani se nepokoušej o nedosažitelné přání, ale jdi domů a buď v klidu; až sem dorazí pádišáh, tehdy mu hrad odevzdám.“
Murat Bej rozzlobeně odpověděl:
„Hej ty zatracenče! Taková slova pro mě nejsou přijatelnou odpovědí a takový rozkaz jsem od pádišáha neobdržel. Buď se vzdej, nebo nes následky. Je čas být připraven!“
Murat Bej zaznamenal Árkyho odpověď a poslal zprávu na sultánský dvůr v Konstantinopoli.
Murat Bej povolal Hızıra Beğa z Kjustendilu, Mesiha Beğa z Valony a Ahmeda Beğa Yahyapaşaoğlu z Lepanty, aby se k němu připojili při obléhání Valpova.
Dne 6. května zemřel Küçük Bali Paša, bejlerbej budínský, a sultán se o jeho smrti dozvěděl 14. května poblíž Sofie. O dva dny později byl Yahyapaşazade Mehmed Paša, který v roce 1537 dobyl Požegu, jmenován novým bejlerbejem budínským. Dne 10. května dorazila Muratova armáda k Valpovu a začala budovat zákopy a palebné pozice pro děla přivezená z Osijeku. Děla začala pomalu ostřelovat hrad, jak jen to umožňovala dostupná výzbroj a munice. Posádka Valpova podnikla výpad a zaútočila na Muratovy vojáky.
Kastelán Árky zasílá zprávy o obléhání a posádky z hradů Siklós a Pécs vysílají přibližně 500 jezdců jako pomocnou armádu. Tito jezdci překročili Drávu na člunech a na cestě k Valpovu na ně Murat Bej vysílá 300 svých nejlepších jezdců, aby jim zastoupili cestu. Murat Bej poté zasílá zprávu sultánovi, že jeho muži křesťany porazili, mnoho jich zabili, některé zajali a další zahnali do řeky, kde se utopili. Na důkaz vítězství poslal jednoho významného zajatce a 70 useknutých uší a nosů sultánovi. Evropské zprávy však tvrdí, že Muratovi jezdci byli poraženi a že poslal falešnou zprávu, aby zakryl svůj neúspěch. Muratova zpráva dorazila k sultánovi 18. května, poté co opustil Sofii.
Sultán posílá Ahmeda Pašu, bejlerbeje rumelijského a velitele předvoje, k řece Drávě, aby tam postavil most a poté dobyl Siklós a Pécs. Dále nařídil Kasımu Beğovi, sandžakbegovi moháčskému, aby cestoval na sever a vyčistil cestu ze Szekszárdu do Budína od možných přepadení. Dne 4. června, když sultán Sulejman dorazil do Bělehradu, Ahmed Paša s předvojem dorazil k Valpovu a bombardování pokračovalo.
Dne 9. června informoval ze svého panství v Lukavci v Chorvatsku Mikuláš IV. Zrinský, bán chorvatský, Nikolu Jurišiće, barona z Günsu a hejtmana kraňského, že se od tureckých zajatců dozvěděl o příchodu osmanského vojska do Srijemu a o stavbě mostů u Petrovaradína a Osijeku. Také hlásí, že Turci dosud hrad Walpo (Valpovo) nedobyli, ale Mwrathbeg paša z Požegy a Vlymanbeg paša z Bosny jej obléhají. Zrinský žádá od všech pánů království podporu pro obléhanou pevnost a uvádí, že je ochoten pomoci, ale se svými 600 muži proti Turkům sám neobstojí. Žádná pomoc však nedorazila – ani pro bána, ani pro Valpovo.
Dne 10. června opustil Sulejman Bělehrad. O dva dny později poblíž Šabace překročil řeku Sávu a pochodoval do Slavonie. Dne 13. června, po vytvoření průlomů ve zdech Valpova obléhacími děly, byl proveden velký útok, který však obránci odrazili. S přibývajícími zprávami o brzkém příjezdu sultána zesílily Murat Bejovy útoky, ale obránci se stále bránili.
Dne 21. června dorazili k Valpovu vojáci ze sultánovy armády, kteří přinesli mohutná obléhací děla schopná prorazit hradby. Děla byla rozmístěna a zahájila palbu. Dne 22. června zasáhlo valpovské hradby 3 137 dělostřeleckých střel – většina hradeb byla zničena, polovina vojáků padla, téměř všichni ostatní byli ranění nebo nemocní. Jak se šířil zápach z rozkládajících se mrtvol, nejprve mezi obyvateli a následně i mezi vojáky, morálka prudce klesala. Po příjezdu sultána se bejlerbejové Rumelie a Anatolie seřadili se svými vojsky a provedli slavnostní vojenskou přehlídku před Valpovem, čímž ještě více vystrašili obyvatele a vojáky v pevnosti. Mihály Árky však stále odmítal kapitulaci.
Téhož dne, 22. června, poslal Miuláše IV. Zrinský z Lukavce dopis Tamási Nádasdymu, bývalému chorvatskému bánovi, v němž požádal o pomoc při záchraně Valpova. Uvedl, že je připraven se svým vojskem vyrazit, kam bude třeba, a čeká na rozkazy. Varoval, že pokud ostatní kasteláni uvidí, že kastelán Valpova byl v nebezpečí ponechán bez pomoci, může to mít zničující dopad na jejich morálku. Pomoc však nepřišla.
Jedna verze příběhu tvrdí, že zděšení obránci Árkyho zajali a vydali Ahmedu Beğovi, který ho uvěznil. Bejlerbej Rumelie, Ahmed Paša, poslal kurýra se zprávou o vítězství sultánovi Sulejmanovi, který se blížil k Osijeku. Podle osmanských pramenů byl Árky s tímto kurýrem poslán jako zajatec k sultánovi, který byl údajně tak ohromen jeho obranou, že mu nabídl bohatou odměnu, kterou Árky nemohl odmítnout – přidal se k sultánovi a obdržel timar v Budínském ejáletu. Některé uherské prameny ovšem tvrdí, že ač Árky a jeho muži měli slíbený volný odchod z Valpova, byli přepadeni a zabiti vojáky, kteří toužili po kořisti. Další verze říká, že Paša pozval Árkyho a několik důstojníků na večeři, kde byl Árky zavražděn.

### Důsledky
O tři dny později dorazil sultán Sulejman k Valpovu a odměnil Murata Beje zvýšením jeho ročního příjmu o 30 000 akçe a jeho syna timarem v hodnotě 12 000 akçe. Na císařské radě (divânu) mu vizíři a významní muži gratulovali k vítězství. Do města byli dosazeni soudce a imám, aby zde spravovali novou osmanskou správu. Sulejman následně nařídil Ahmedu Pašovi, aby obléhal Siklós, a sám se vrátil do Osijeku, odkud překročil řeku Drávu a vstoupil se svou armádou do jižního Uherska. Brzy poté dobyl Siklós a Pécs, kde se k jeho vojsku připojily desítky tisíc (možná až 80 000) Tatarů a akindžijů – lehkých jezdců. Odtud Osmané pochodovali na sever k Ostřihomu, Székesfehérváru a Tatě.